# Calamus pedicellatus
Calamus pedicellatus là loài thực vật có hoa thuộc họ Arecaceae. Loài này được Becc. ex K.Heyne mô tả khoa học đầu tiên năm 1922.